# Stazione di Portmarnock
La Portmarnock railway station è una stazione situata a Portmarnock, Fingal, Irlanda. In gaelico è conosciuta col nome di Stáisiún Phort Mearnóg ed è collocata a Nord di Dublino e infatti è una delle ultime stazioni, verso settentrione, della Trans-Dublin, la linea di più recente costruzione della DART. Fu aperta il 25 maggio 1844 e nel corso del tempo ha subito vari cambiamenti. La vecchia struttura si trovava a Nord del ponte di pietra tuttora esistente.

## Servizi
- Bar
- Servizi igienici
- Capolinea autolinee
- Biglietteria a sportello
- Biglietteria self-service
- Distribuzione automatica cibi e bevande